# Zsolt Bognár
Zsolt Bognár (Csorna, 28 marzo 1979) è un ex calciatore ungherese, di ruolo difensore.

## Carriera
La sua carriera calcistica inizia con l'Haladas e il Gyori ETO.
Nel 2002 passa al Ferencvárosi TC, giocandoci cinque stagioni.
Svincolatosi dal Ferencvárosi a causa dei gravi problemi finanziari della squadra magiara, nel febbraio del 2007 viene acquistato dal Messina. Nel marzo successivo, dopo non essere mai stato utilizzato in campionato, ritorna al Ferencvárosi TC. Nella sessione estiva del calciomercato 2007 viene acquistato dal Frosinone a titolo definitivo.
Il 31 agosto 2008, nel corso dell'ultima giornata di calciomercato, viene acquistato a titolo definitivo dalla Virtus Lanciano (Lega Pro Prima Divisione, girone B).

## Palmarès

### Club

#### Competizioni nazionali
- Campionato ungherese: 1

Ferencvaros: 2003-2004
- Coppa d'Ungheria: 1

Ferencvaros: 2003-2004
- Supercoppa d'Ungheria: 1

Ferencvaros: 2004